# Toumei no Kagi
Cet article concerne une chanson. Pour les autres significations, voir Toumei no Kagi (homonymie).
Pour les articles homonymes, voir Kagi.
Singles de Kanon Wakeshima
Suna no Oshiro Otome no March
Pistes de Lolitawork Libretto
Twinkle star! Marmalade Sky
Toumei no Kagi ( 透明の鍵 ) est la cinquième piste du second album de Kanon Wakeshima intitulé Lolitawork Libretto. La chanson, sortie dans le second trimestre 2009, a été utilisée comme thème principal du jeu en ligne japonais Avalon no Kagi. Elle est ainsi disponible en téléchargement légal, uniquement accessible par téléphone portable sur l'archipel japonais. C'est pourquoi la chanson n'a pas réussi à filtrer sur le continent européen avant mai 2010. Seul un extrait de 45 secondes était disponible, accompagnant la promotion du jeu.